# Fonction de navigation
En mathématiques, une fonction de navigation est un champ de potentiel particulier, qui est uniformément maximal sur les frontières de son domaine de définition, et qui admet un unique minimum sur l'intérieur du domaine. Cet objet mathématique est utilisé dans le cadre de la planification de trajectoires de mobiles autonomes tels que les robots, les voiliers, ou les avions. 
En pratique, on représente la destination du mobile par le minimum de la fonction de navigation, et on représente les obstacles que le mobile ne doit pas traverser par les bords du domaine. 
Afin de générer une trajectoire qui évite les obstacles, on effectue une descente de gradient sur la fonction de navigation à partir du point de départ du mobile et jusqu'au minimum de la fonction.

## Définition
On dit d'une fonction {\displaystyle \phi :E^{n}\rightarrow [0,1]} qu'elle est de navigation sur un espace lisse, connexe et compact {\displaystyle F\in E^{n}} si elle vérifie les propriétés suivantes :
1. elle est analytique sur l'intérieur de {\displaystyle F} et prolongeable aux bords
2. elle est polaire en un point {\displaystyle q\in F}
3. elle est admissible sur {\displaystyle F}
4. elle est de Morse sur {\displaystyle F}